# Ahuntsic (Montréal)
Pour les articles homonymes, voir Ahuntsic (homonymie).
Ahuntsic (prononcé [ɔntsik]) est un quartier de Montréal, au Canada. Il est situé dans l'arrondissement Ahuntsic-Cartierville. Les quartiers de référence Sault-au-Récollet, Saint-Sulpice, Nicolas-Viel et La Visitation font partie de ce quartier sociologique.

## Situation
En 1914, la limite ouest du quartier sociologique était le terrain de l'établissement de détention Bordeaux, de la rivière des Prairies jusqu'à la rue Fleury. La limite suivait ensuite une diagonale approximative jusqu'au futur emplacement du parc Tolhurst, puis descendait la rue Meunier jusqu'à la rue Sauvé. À l'époque, cette dernière se nommait avenue Lamarche entre les rues Meunier et Laverdure. La limite du quartier longeait ensuite les rues Lamarche puis Sauvé jusqu'à l'avenue Saint-Charles puis suivait cette dernière vers le Nord jusqu'à la Rivière des Prairies.

## Histoire
Dès 1695, les Sulpiciens érigent un fort, le Fort Lorette, au Sault-au-Récollet dans le but de protéger les colons et sécuriser le marché de la fourrure.
On érige en 1751 l'église de la Visitation, qui subsiste aujourd'hui. La municipalité du Sault-au-Récollet fut fondée le 1er juillet 1845 et devenait la ville du Sault-au-Récollet le 19 février 1914. Cette dernière était annexée à Montréal le 22 décembre 1916. Enfin, ce qui restait du territoire de la paroisse du Sault-au-Récollet fut constitué en ville sous le nom de Montréal-Nord, le 5 mars 1915.
Au XIXe siècle, trois villages s'implantent sur les bords de la rivière des Prairies, le long du chemin de la côte du Bord-de-l'eau (qui prend le nom de boulevard Gouin, en 1910, en l'honneur du Premier ministre du Québec) vers l'ouest : Cartierville (l’Abord-à-Plouffe à l'origine), le Gros-Sault et Back River.
Le village de Back River, nommé ainsi du nom que les Anglais donnent à la rivière des Prairies, est rebaptisé Ahuntsic en 1897 en mémoire d'un compagnon de Nicolas Viel qui perdit la vie en 1625 dans le chavirage d'un canot sur la rivière des Prairies.
L'arrivée du tramway électrique en 1892 relie Montréal à ces villages. Tous, sauf Saraguay qui le sera en 1964, seront annexés à Montréal avant la Première Guerre mondiale. Des traverses y relient la côte à l'île Jésus, à l'emplacement des ponts actuels. Les charmes de la rivière attirent bientôt sur les rives des Montréalais fortunés provenant du Mille carré doré qui choisissent le boulevard Gouin comme lieu de villégiature.
Le quartier perd cependant de son intérêt dans les années vingt. Les moulins n'existent plus; le dernier vestige du Fort Lorette, le magasin de munitions, est démoli en 1928. La rivière des Prairies est polluée et les rapides disparaissent à la suite de la construction du barrage de la centrale de la Rivière-des-Prairies en 1929. En 1959, la construction du boulevard Henri-Bourassa achève de bouleverser ce coin paisible en séparant la partie riveraine du reste de la ville.
Finalement, le 1er janvier 2002, ce quartier est intégré dans l’actuel arrondissement d’Ahuntsic-Cartierville.

## Attraits
- Sault-au-Récollet
- Église de la Visitation de la Bienheureuse-Vierge-Marie au Sault-au-Récollet
- Parc-nature de l'Île-de-la-Visitation
- Promenade Fleury
- Le Parc Belmont (fermé en 1983)
- Le Parc Ahuntsic
- Quartier Chabanel/Cité de la mode
- Boulevard Gouin